# سوسیالیسم بازار

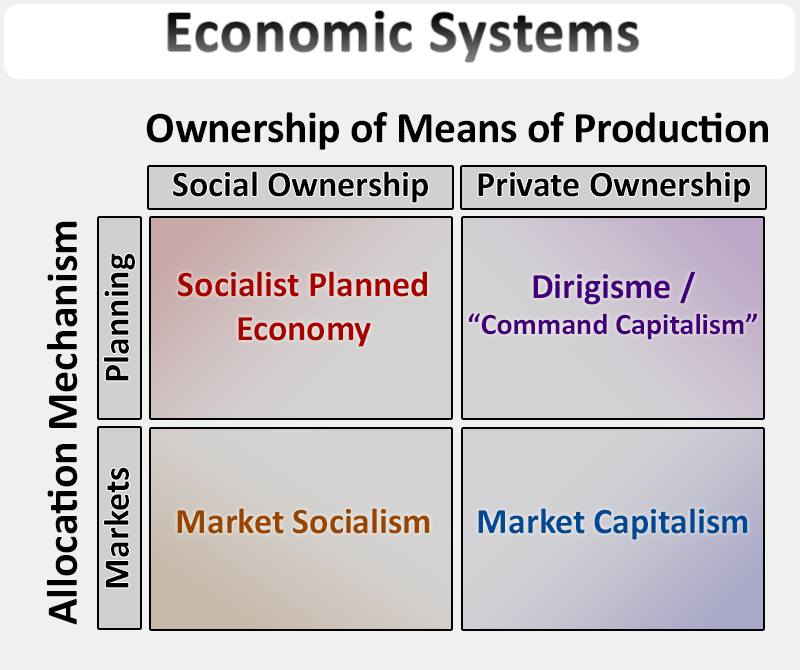
انواع مالکیت در بازار / سوسیالیسم بازار پایین سمت چپ قرار دارد

سوسیالیسم بازار (به انگلیسی: Market socialism) یک نظام اقتصادی فرضی‌ست که مضمون فکری آن اساساً، رهایی از مناسبات حاکم در نظام سرمایه‌داری است. به باور طرفداران سوسیالیسم بازار، در نظام سرمایه‌داری بین سرمایه‌دار و کارگر، مبادله‌ای ظاهراً داوطلبانه، اما در واقع ناگزیر و نابرابر وجود دارد که دلیلش این است که کارگر چارهٔ دیگری جز کار کردن برای سرمایه‌دار ندارد. طرفداران سوسیالیسم بازار به دنبال برهم زدن این مناسبات هستند، اما با حفظ نهاد و مناسباتِ بازار. اینان معتقدند که مثلاً موسسات اقتصادی می‌توانند به وسیلهٔ تعاونی‌های کارگرانی که برای فروش فراورده‌های خود در بازار با یکدیگر رقابت می‌کنند، اداره شوند.

## انتقادها به سوسیالیسم بازار
- سوسیالیسم بازار، همه منابع بی‌عدالتی را از میان نمی‌برد؛ زیرا افراد باز هم مثل گذشته، در نتیجهٔ عملکرد عواملی که نمی‌توان خود آن‌ها را مسئول آن عوامل دانست، یا سود خواهند برد یا زیان خواهد کرد. مثلاً چگونگی توزیع استعدادهای طبیعی به برخی از کنشگران اقتصادی، قدرت رقابت بیشتری در بازار خواهد بخشید.[۱]
- در یک روند رقابتی، کنشگران اقتصادی در صدد این هستند که بر رقبای خود برتری و مزیت بدست آورند، مثلاً از طریق نوآوری‌هایی که موجب کاهش هزینه می‌شوند و به آن‌ها امکان می‌دهد سودی بیش از سود میانگین به دست آورند. این مزیت‌ها غالباً رشد یابنده‌اند؛ یعنی سود اضافی به نوآور این امکان را می‌دهد که سرمایه‌گذاری در نوآوری‌ها را به‌طور پیوسته ادامه دهد و این امر فاصلهٔ میان او و رقبایش را بیشتر خواهد کرد. رقابت، به این ترتیب می‌تواند نابرابری‌ها را در سرتاسر اقتصاد جامعه افزایش دهد، حال آنکه تعدیل این نابرابری‌ها مورد نظر است. در همان حال فشار رقابت می‌تواند در درون هر مؤسسهٔ فردی هم نابرابری‌هایی را به وجود آورد. به این ترتیب که تلاش برای افزایش قابلیت تولیدی و کاهش هزینه‌ها می‌تواند رشد سلسله مراتب‌های مدیریتی را تشویق کند و استفاده از آنان که خدمات خود را به بهای کمتر از رقبا ارائه می‌کنند خصلت تعاونی فرضی تولید را، به بهانه کاهش هزینه، از بین ببرد. به عبارت دیگر، سوسیالیسم بازار دائماً در حال فروپاشی و برگشت به سوی سرمایه‌داری بازار است.[۱]